# Araneus squamifer
Araneus squamifer este o specie de păianjeni din genul Araneus, familia Araneidae. A fost descrisă pentru prima dată de Keyserling, 1886.
Este endemică în Queensland. Conform Catalogue of Life specia Araneus squamifer nu are subspecii cunoscute.